# 吉津杜·烏賈
吉津杜·“CJ”·乌贾（英語：Chijindu "CJ" Ujah，1994年3月5日—）生于伦敦恩菲尔德镇，是一名英国男子田径运动员，主攻短跑项目，曾就读于密德萨斯大学。他的父母均来自尼日利亚。2014年6月8日，他在荷兰亨厄洛的一场100米比赛中跑出了9秒96的成绩，成为历史上第五位在100米赛跑中闯入10秒大关的英国选手。
2021年8月，根據田徑誠信委員會的調查，他涉嫌在2020年東京奧運會上服用禁藥（S-23及Enobosarm）後參賽（4×100米接力跑），他遭遇停賽候判。
2022年2月18日，国际体育仲裁法庭发布公告称，由于违反了反兴奋剂规则，乌贾在东京奥运会田徑（100米、4×100米接力）的名次、成绩將被取消。